# Aposchizomyia crenata
Aposchizomyia crenata är en tvåvingeart som beskrevs av Gagne 1993. Aposchizomyia crenata ingår i släktet Aposchizomyia och familjen gallmyggor.
Artens utbredningsområde är Kenya. Inga underarter finns listade i Catalogue of Life.